# Evan Dunfee
Evan Dunfee (Richmond, 28 de septiembre de 1990) es un deportista canadiense que compite en atletismo, especialista en la disciplina de marcha.
Participó en tres Juegos Olímpicos de Verano, obteniendo una medalla de bronce en Tokio 2020, en la prueba de 50 km, el cuarto lugar en Río de Janeiro 2016 (50 km) y el quinto en París 2024 (20 km).
Ganó una medalla de bronce en el Campeonato Mundial de Atletismo de 2019, en la prueba de 50 km.
En marzo de 2025 estableció una nueva plusmarca mundial de los 30 km marcha, con un tiempo de 2:21:40.

## Palmarés internacional
| Juegos Olímpicos   | Juegos Olímpicos | Juegos Olímpicos  | Juegos Olímpicos |
| Año                | Lugar            | Medalla           | Prueba           |
| ------------------ | ---------------- | ----------------- | ---------------- |
| 2020               | Tokio (Japón)    | Medalla de bronce | 50 km marcha     |
| Campeonato Mundial |                  |                   |                  |
| Año                | Lugar            | Medalla           | Prueba           |
| 2019               | Doha (Catar)     | Medalla de bronce | 50 km marcha     |